# 難破船 (曲)
「難破船」（なんぱせん）は、1984年に加藤登紀子が発表した楽曲。1987年に中森明菜がカバーし、19枚目のシングルとしてリリースした。

## 概要
1984年12月1日にポリドールより発売された、加藤登紀子のスタジオ・アルバム『最後のダンスパーティ』 (LP: 28MX-1196, CD: H33P-20002)に収録された。同曲は加藤から中森明菜に提供され、1987年9月30日に、19枚目のシングルとしてリリースした（ワーナー・パイオニア / リプリーズ・レコード,EP: L-1755)。

## 背景
「難破船」は、加藤が作詞と作曲を手掛け、自身が歌唱した楽曲で、ムーンライダーズの白井良明が編曲を担当し、同メンバーの武川雅寛によりストリングス・アレンジが施された。この楽曲は、アレンジを手掛けた白井プロデュースによるスタジオ・アルバム『最後のダンスパーティ』の収録曲として発表された。「難破船」を含むこのアルバムのレコーディングは1984年秋に行われ、同年12月1日にポリドールより、LP (28MX-1196)とCD (H33P-20002)の2形態でこのアルバムは発売された。加藤のこの楽曲は自身の複数のアルバムに収録された。その後加藤は中森明菜にこの楽曲を提供、1987年9月30日に中森のシングルとしてリリースされた。1991年11月には『TOKIKO SONGS』の収録曲として「難破船」を新録音し、2001年11月には『MY BEST ALBUM Tokiko Today』にてこの楽曲を新たにセルフカバーした。2010年4月21日には、スペシャル・アルバム『iTunes Originals: 加藤登紀子』をiTunes限定でリリースし、加藤が中森に楽曲提供した「難破船」についてのインタビューも収められた。

## 収録曲
| #         | タイトル                 | 作詞  | 作曲・編曲 |
| --------- | ------------------------ | ----- | ---------- |
| 1.        | 「最後のダンスパーティ」 |       |            |
| 2.        | 「難破船」               |       |            |
| 3.        | 「ロマネスク」           |       |            |
| 4.        | 「狂った季節」           |       |            |
| 5.        | 「マンダリーナ」         |       |            |
| 6.        | 「ない・もの・ねだり」   |       |            |
| 7.        | 「イマジネーション」     |       |            |
| 8.        | 「あいつは私のヒーロー」 |       |            |
| 9.        | 「幻想」                 |       |            |
| 10.       | 「バリデロ」             |       |            |
| 合計時間: | 合計時間:                | 39:00 |            |

## 中森明菜による歌唱盤
1987年9月30日に、中森明菜の19枚目のシングルとして「難破船」がリリースされた。
加藤登紀子からの既存曲の提供で、加藤は中森に楽曲のテープを送り、「明菜ちゃんに歌わせたい」と切望したという。加藤は中森の22歳の誕生日祝いがテレビ番組で放映されているのを見て、この楽曲のシーンと中森の雰囲気がぴったりであると思い、加藤は中森に「しばらくこの歌を歌うのを止めるから、あなたが歌ったほうがいい」と、楽曲を送ったと明かしている。
編曲は若草恵が担当した。中森は同年末に行われた『第38回NHK紅白歌合戦』でもこの楽曲を歌唱した。本曲は後の中森の作品でも新録され、1995年12月にリリースしたベスト・アルバム『true album akina 95 best』と、2007年3月にリリースしたベスト・アルバム『バラード・ベスト 〜25th Anniversary Selection〜』にそれぞれ収録された。
B面として発表された「恋路」は、来生えつこ作詞、林哲司作曲、萩田光雄による編曲で、中森の初期作品から馴染みのある作家陣となった。

### 批評
『CDジャーナル』は「難破船」について、「ロマンティシズムあふれる逸品」であり、なだらかな弦楽奏が劇的に高まっていく楽曲と指摘した上で、中森の低音部を発揮させた歌唱が伝わり、典雅の極みであると批評した。

### チャート成績
この楽曲は、TBS系の音楽番組『ザ・ベストテン』では1987年10月22日から1987年11月19日の5週連続で最高順位1位を記録し、1987年度の年間ベストテンでは、第7位を記録した。オリコン週間シングルチャートでは、1987年10月12日付で初登場・最高順位ともに1位を記録した。同チャートの100位以内においては、計19週に渡ってランクインしている。また、1987年度のオリコン年間シングルチャートでは、6位を記録した。トータルセールスでは、1987年のオリコン年間シングルチャートで2位を記録した「TANGO NOIR」を上回っている。

### 収録曲
| #         | タイトル   | 作詞       | 作曲       | 編曲      | 時間 |
| --------- | ---------- | ---------- | ---------- | --------- | ---- |
| A.        | 「難破船」 | 加藤登紀子 | 加藤登紀子 | 若草恵    | 4:28 |
| B.        | 「恋路」   | 来生えつこ | 林哲司     | 萩田光雄  | 5:09 |
| 合計時間: | 合計時間:  | 合計時間:  | 合計時間:  | 合計時間: | 9:37 |

#### 規格
- 1988年6月25日 - 8cmCD: 10SL-149[28]
- 1988年12月21日 - CT: 10L5-4058[29]
- 1998年11月26日 - 12cmCD: WPC6-8676[30]
- 2008年11月12日 - デジタル・ダウンロード[31][32]
- 2014年6月18日 - 12cmCD, Singles Box 1982-1991の一枚として

### クレジット
- Photo by 坂野豊[23]

### 収録アルバム
難破船
- 『BEST II』[33]
- 『オールタイム・ベスト -オリジナル-』

## その他のアーティストによるカバー
- 女優の桃井かおりが、1993年10月21日に発表したカバー・アルバム『MORE STANDARD』でカバーした[34]。
- 歌手の華原朋美が、2014年10月1日に発表したカバー・アルバム『MEMORIES 2 -Kahara All Time Covers-』でカバー。映画『喰女-クイメ-』のイメージソングとしても使用された。
- 香港の歌手のヨリンダ・ヤンが、1988年に発表したアルバム『無伴的舞』で広東語詞でカバーした。
- 香港の歌手のアニタ・ムイが、1988年に発表したアルバム『夢裡共酔』で広東語詞で「無人願愛我」としてカバー。映画『猟鷹計画』の主題歌としても使用された。
- 歌手の島津亜矢が、2017年9月20日に発表したカバーアルバム『SINGER 4』でカバーした。
- 歌手の中孝介が、2019年4月10日に発表したアルバム『愛者 ～Kanasha～』でカバーした。
- ものまねシンガーの荒牧陽子が、2019年11月15日に発表したカバー・アルバム『リスペクト!～私が昭和を歌ったらこんな感じ！～』でカバーした。
- 歌手のMs.OOJAが、2020年8月26日に発表したカバーアルバム『流しのOOJA 〜VINTAGE SONG COVERS〜』でカバーした。
- 歌手のおかゆが、2021年2月10日に発表したカバーアルバム『おかゆウタ ～カバーソングス～』でカバーした。
- クレイジーケンバンドが、2021年9月8日に発表したカバーアルバム『好きなんだよ』でカバーした。
- 歌手の坂本冬美が、2021年10月27日に発表したカバーアルバム『Love Emotion』でカバーした。
- 声優の雨宮天が、2023年6月21日に発表したカバーアルバム『COVERSⅡ -Sora Amamiya favorite songs-』でカバーした。
- 2023年-水月ひかり(CV:礒部花凜)配信シングル。
- 歌手の中島美嘉が、2025年5月1日に発売予定のトリビュートアルバム『中森明菜 Tribute Album “明響”』でカバーする。

## 参照
1. ↑  “JBOOK：プライムセレクション　加藤登紀子：加藤登紀子：CD”.  文教堂. 2012年9月29日閲覧。
2. 1 2 3  “■ T O K I K O W O R L D ■”. 歌い綴る自分史 - ■ 47 ■　四十才のファンファーレ.   Tokiko planning (2009年). 2012年9月30日閲覧。
3. ↑  『最後のダンスパーティ』（12cmCD）加藤登紀子、ポリドール、1984年12月1日。H33P-20002。
4. 1 2  “■ T O K I K O W O R L D ■”. Discography - 最後のダンスパーティ.   Tokiko planning. 2011年8月10日閲覧。
5. 1 2  “■ T O K I K O W O R L D ■”. TOKIKO KATO 45th Anniversary!.   Tokiko planning. 2012年9月30日閲覧。
6. 1 2  “■ T O K I K O W O R L D ■”. Biography - 1980年代.   Tokiko planning. 2012年9月29日閲覧。
7. 1 2 3 4 5 6 7 8 9  クラブハウス『オリコン No.1 HITS 500 1986〜1994 (下) オリコンチャート1位ヒットソング集』クラブハウス、1998年11月1日、14、66、95頁頁。ISBN 490649613X。
8. ↑  “加藤登紀子 / TOKIKO SONGS〜百万本のバラ、私のヴァンサンカン [廃盤] [CD] [アルバム] - CDJournal.com”.   音楽出版社. 2012年9月29日閲覧。
9. ↑  “加藤登紀子 / マイ・ベスト・アルバム Tokiko Today [CD] [アルバム] - CDJournal.com”.   音楽出版社. 2012年9月29日閲覧。
10. ↑  “iTunes - ミュージック - 加藤登紀子「iTunes Originals: 加藤登紀子」”.  Apple. 2012年9月29日閲覧。
11. ↑  “加藤登紀子/最後のダンスパーティ (ユニバーサル ミュージック): 1984｜書誌詳細｜国立国会図書館サーチ”.  国立国会図書館. 2012年9月29日閲覧。
12. ↑  “iTunes - ミュージック - 中森明菜「難破船(オリジナル・シングル・ジャケット)」”.  Apple. 2012年8月15日閲覧。
13. ↑  “第29回日本レコード大賞”.  日本作曲家協会. 2008年1月27日時点のオリジナルよりアーカイブ。2011年8月10日閲覧。
14. 1 2 3 4 5 6 7 8 9  『AKINA』（4×12cmCD）中森明菜、ワーナーミュージック・ジャパン、1993年11月10日。WPCL-770〜3。
15. ↑  『中森明菜 IN 夜のヒットスタジオ』（6DVD）中森明菜、ユニバーサルミュージック合同会社、2010年12月22日、3、56頁。POBD-22017/22。
16. ↑  “第20回日本有線大賞 HISTORY 日本有線大賞 - 有線ランキング”.  キャンシステム. 2011年8月10日閲覧。
17. ↑  “第2回日本ゴールドディスク大賞 / Gold Disc Hall of Fame 2nd｜THE GOLD DISC”.  日本レコード協会. 2011年8月10日閲覧。
18. 1 2 3  クラブハウス『オリコン No.1 HITS 500 1986〜1994 (下) オリコンチャート1位ヒットソング集』クラブハウス、1998年11月1日。ISBN 490649613X。
19. 1 2 3 4  『別冊ザテレビジョン ザ・ベストテン 〜蘇る!80'sポップスHITヒストリー〜』角川インタラクティブ・メディア、2004年12月。ISBN 4048944533。
20. 1 2 3 4  堤昌司『コンプリート・シングル・コレクションズ〜ファースト・テン・イヤーズ＜ライノ・プレミアム・エディション＞』（4×12cmCD）中森明菜、ワーナーミュージック・ジャパン、2009年6月10日、25頁。WPCL-10681/84。
21. 1 2  “中森明菜 / BEST 2 [紙ジャケット仕様] [限定] [CD] [アルバム] - CDJournal.com”.   音楽出版社. 2011年8月10日閲覧。
22. ↑  加藤登紀子『iTunes Originals: 加藤登紀子｛#20. 中森明菜さんに贈ったラブソング (Interview)｝』（デジタルダウンロード）USMジャパン、2010年4月21日。um1aa-00092。
23. 1 2 3 4  『難破船』（EP）中森明菜、ワーナー・パイオニア、1987年9月30日。L-1755。
24. ↑  “NHK紅白歌合戦ヒストリー”. 第38回.  日本放送協会. 2001年8月10日閲覧。
25. ↑  『true album akina 95 best』（3×12cmCD）中森明菜、MCAビクター、1995年12月6日。MVCD-36001-3。
26. ↑  『バラード・ベスト 〜25th Anniversary Selection〜』（12cmCD, 12cmCD+DVD）中森明菜、ユニバーサルシグマ、2007年3月28日。UMCK-1223、UMCK-9177。
27. ↑  『別冊ザテレビジョン ザ・ベストテン 〜蘇る!80'sポップスHITヒストリー〜』角川インタラクティブ・メディア、2004年12月、149、156-157頁頁。ISBN 4048944533。
28. ↑  “難破船 - 中森明菜 - Yahoo!ミュージック”.  Yahoo! Japan. 2012年8月9日時点のオリジナルよりアーカイブ。2012年6月30日閲覧。
29. ↑  『難破船』（CT）中森明菜、ワーナー・パイオニア、1988年12月21日。10L5-4058。
30. ↑  “中森明菜 / 難破船 [CD] [アルバム] - CDJournal.com”.   音楽出版社. 2012年6月30日閲覧。
31. ↑  “難破船｜中森明菜｜試聴・ダウンロード ListenJapan 【 リッスンジャパン 】”.   ListenJapan. 2012年8月9日閲覧。
32. ↑  “mora[モーラ] : 中森明菜「難破船」を試聴・ダウンロード”.  レーベルゲート. 2012年8月9日閲覧。
33. ↑  “中森明菜 「BEST II」｜Warner Music Japan”.   ワーナーミュージック・ジャパン. 2012年6月30日閲覧。
34. ↑  “桃井かおり / モア・スタンダード [廃盤] [CD] [アルバム] - CDJournal.com”.   音楽出版社. 2011年8月10日閲覧。